# Stenoproctus sylvaticus
Stenoproctus sylvaticus är en tvåvingeart som först beskrevs av Becker 1914.  Stenoproctus sylvaticus ingår i släktet Stenoproctus och familjen puckeldansflugor. Inga underarter finns listade i Catalogue of Life.